# Festival du film de Cabourg 2024
Le Festival du film de Cabourg 2024, 38e édition du festival, se déroule du 12 juin au 16 juin 2024.

## Jury

### Compétition longs métrages
- Virginie Efira (présidente du jury), actrice
- Clotilde Courau, actrice
- Marie-Ange Luciani, productrice
- Laurent Mauvignier, écrivain
- David François Moreau, compositeur
- Daphné Patakia, actrice
- Melvil Poupaud, acteur et musicien
- Pascale Pouzadoux, réalisatrice et scénariste

### Compétition courts métrages
- Samir Guesmi (président du jury), acteur
- Artus, acteur, réalisateur et humoriste
- Kiara Carrière, actrice
- Johann Dionnet, acteur, réalisateur et scénariste
- Fadette Drouart, scénariste
- Laëtitia Eïdo, actrice
- Mentissa, auteure-compositrice-interprète

## Sélection

### Compétition longs métrages
- Tout ira bien de Ray Yeung (Hong-Kong)
- Eat the Night de Caroline Poggi et Jonathan Vinel (France)
- Matt and Mara de Kazik Radwanski (Canada)
- Mon gâteau préféré de Maryam Moqadam et Behtash Sanaeeha (Iran)
- Portrait of a Certain Orient de Marcelo Gomes (Brésil)
- Septembre sans attendre de Jonás Trueba (Espagne)
- When the Light Breaks de Rúnar Rúnarsson (Islande)

### Panorama
- À son image de Thierry de Peretti (France)
- All We Imagine as Light de Payal Kapadia (Inde)
- Five and a Half Love Stories In an Appartment in Vilnius, Lithuania de Tomas Vengris (Lituanie)
- Girls Will Be Girls de Shuchi Talati (Inde)
- La Mélancolie de Takuya Katon (Japon)
- Langue étrangère de Claire Burger (France)
- Le Roman de Jim d'Arnaud et Jean-Marie Larrieu (France)
- Les Reines du drame d'Alexis Langlois (France)
- Ma vie ma gueule de Sophie Fillières (France)
- Mon parfait inconnu de Johanna Pyykö (Norvège)
- The Summer with Carmen de Zacharías Mavroidís (Grèce)
- Niki de Céline Sallette (France)

### Ciné Swann
- Bis Repetita d'Émilie Noblet (France)
- Fifi de Jeanne Aslan et Paul Saintillan (France)
- Flo de Géraldine Danon (France)
- Hors saison de Stéphane Brizé (France)
- L'Homme d'argile d'Anaïs Tellenne (France)
- Le Dernier des Juifs de Noé Debré (France)
- Maria de Jessica Palud (France)
- Quelques jours pas plus de Julie Navarro (France)
- Film de clôture : Le Comte de Monte-Cristo d'Alexandre de La Patellière et Matthieu Delaporte (France)

## Palmarès[1]
- Grand Prix du jury : Mon gâteau préféré de Maryam Moqadam et Behtash Sanaeeha
- Grand Prix du public : Le Panache de Jennifer Devoldère
- Prix de la jeunesse : When the Light Breaks de Rúnar Rúnarsson
- Swann du meilleur film : Le Comte de Monte-Cristo d'Alexandre de La Patellière et Matthieu Delaporte
- Swann de la meilleure réalisation : Stéphane Brizé pour Hors saison
- Swann d'or de la meilleure actrice : Alba Rohrwacher pour Hors saison
- Swann d'or du meilleur acteur : Guillaume Canet pour Hors saison
- Swann du meilleur premier film : Quelques jours pas plus de Julie Navarro
- Révélation féminine : Céleste Brunnquell pour Fifi
- Révélation masculine : Xavier Lacaille pour Bis Repetita
- Coup de cœur : Raphaël Thiéry pour L'Homme d'argile
- Prix Gonzague Saint-Bris du meilleur scénario adapté d'une œuvre littéraire : Jessica Palud et Laurette Polmanss pour Maria
- Swann d'honneur : Daniel Auteuil